# Escuela Superior de Ingeniería y Arquitectura
La Escuela Superior de Ingeniería y Arquitectura (ESIA) es una institución pública mexicana de nivel superior perteneciente al Instituto Politécnico Nacional, encargada en la formación de profesionales en el área de la ingeniería y arquitectura, considerada como una de las mejores casas de estudios del país y de Latinoamérica con un gran reconocimiento a nivel mundial tanto en su nivel de ciencias físico-matemáticas como en los proyectos que conjuntamente con sus egresados y autoridades realizan en las industrias de: Ingeniería Civil, Arquitectura y Ciencias de la Tierra 
La ESIA cuenta con tres unidades distribuidas en la Zona Metropolitana de la Ciudad de México: Tecamachalco en Naucalpan, Estado de México, Ticomán y Zacatenco, estas dos ubicadas al norte de la Ciudad de México.

## Historia

### Antecedentes
A la creación de la Escuela Practica de Ingenieros Mecánicos y electricistas, la enseñanza de la construcción desaparecieron, y fue cuando el director fundador ingeniero Manuel de Anda y Barreda, fundó la Escuela Técnica de Constructores en 1922, ubicada en la calle de Tres Guerras número 27, quien además fue uno de los primeros politécnicos en patentar un motor Alfa FLISABET de dos cilindros con enfriamiento de aire y desempeñó varios cargos en el gobierno de la Ciudad de México.
Por su parte, el ingeniero Luis V. Massieu jefe del departamento de enseñanza Técnica Industrial de la SEP apoyó en el diseño de los planes y programas de estudio de la Escuela..
Los primeros programas que se pusieron en practica fueron los de:
- Constructor Técnico
- Montador Técnico Electricista
- Técnico en Vidriería
- Pintor Decorador Rotulista
- Pintor Escenográfico
- Modelador
- Decorador
- Técnico en Plomería
- Técnico en Carpintería Estructural
- Cantero Marmolista
- Técnico en Herrería Estructural
- Técnico en Fundición artística
- Maestro en Albañilería

Los Cursos eran nocturnos y su primer director fue el Ing. Manuel de Anda y Barreda (1922-1930).
En 1931 un grupo de alumnos y arquitectos el cual destaca Juan O´ Gorman, con la ayuda del secretario de educación pública, el licenciado Narciso Bassols, realizaron la reestructuración y la elevaron a categoría de nivel superior, a finales de 1931 la escuela pasaría a llamarse "Escuela Superior de Construcción", para 1936 la escuela se unió a la ESIME, ESCA, ENMyH, ENCB y ESIT para fundar el Instituto Politécnico Nacional.
En 1937 la ESC, cambió su nombre al de Escuela Superior de Ingeniería y Arquitectura y se trasladó a sus nuevas instalaciones en el Casco de Santo Tomas junto al estadio Salvador Camino Diaz, el último edificio de la Unidad.
En 1938 los Arquitectos Enrique Yáñez, Jose A. Cuevas y Hannes Meyer crearon la Maestría de Planeación y Urbanismo.
En 1945 los estudios profesionales llegaban a 12 ya que contaban con las carreras de:
- Ingeniero Arquitecto
- Ingeniero Geólogo Minero
- Ingeniero Geólogo Petrolero
- Ingeniería Civil
- Ingeniería Topográfica
- Ingeniería en Minas
- Ingeniería Química Industrial
- Ingeniería Petrolera
- Ingeniería Química Petrolera
- Ingeniería Geotecnista
- Ingeniería Metalúrgica
- Ingeniería Hidrográfica

Por esto las Carreras de Química y de Metalurgia fundaron una nueva escuela superior conocida como Escuela Superior de Ingeniería Química e Industrias Extractivas (ESIQIE).
En 1959 la ESIA se trasladó a la Unidad Profesional de Zacatenco ocupando los edificios 4 y 5, para 1970 la escuela se reestructuró en 3 áreas, Arquitectura, Ingeniería Civil, y el área de Ciencias de la Tierra.
En 1974
En 1990 se modificó la organización estructurándola en 3 unidades responsables:
Unidad Zacatenco (Civil) en los edificios 10, 11 y 12, Unidad Ticoman (Ciencias de la Tierra), y la Unidad Tecamachalco (Arquitectura).

## Unidades de la ESIA
La sede central del Instituto Politécnico Nacional, se encuentra en la Unidad Profesional "Adolfo López Mateos", también llamada "Unidad Profesional Zacatenco". Desde finales de los años 1950 existe una unidad de la ESIA en Zacatenco (1959), desplazada de su sede original en el casco de santo tomas.
Por otro lado, como parte de los procesos de descentralización del IPN en los setenta y ochenta, se fueron creando más unidades, con el propósito de incrementar la oferta educativa para satisfacer a una cada vez mayor demanda de espacios para la educación, por tanto se crearon las unidades Tecamachalco y Ticomán.
Cada una de las unidades ofrecen diferentes carreras, mientras Zacatenco ofrece la Ingeniería Civil, Tecamachalco lo hace para Ingeniería y Arquitectura incluyendo áreas del Diseño Estructural y el Urbanismo. y Ticoman en Ciencias de la Tierra (Geológica, Geofísica, Petrolera, Topográfica y Fotogramétrica)

## Lema y Escudo
Los diferentes planteles de la Escuela Superior de Ingeniería y Arquitectura, unificaron su identidad, alrededor del escudo original de esta Escuela; cuna de sus orígenes. Con el paso del tiempo, cada plantel adaptó el diseño de este escudo en color y forma buscando una identidad propia, sin embargo para esta Unidad, el escudo oficial permaneció intacto.
Los colores distintivos aprobados son el azul celeste y blanco.
El emblema representa las tres disciplinas técnico-científicas que se imparten:
La estructura de un puente colgante, colocado en la parte superior, simboliza la aplicación de la Ingeniería Civil.
Los edificios que se aprecian en la parte inferior, representan la aplicación de la Arquitectura y la construcción de edificios.
El rectángulo de la base, está relacionado con las ciencias de la tierra.
Complementado por las siglas ESIA e IPN, ubicados en la parte inferior y superior respectivamente.
En conjunto, el escudo original simboliza la construcción como el uso del espacio requerido por la vivencia humana y la estructura que lo integra.

## Oferta Educativa
| Unidad       | Carreras que se imparten                                                                                       | Posgrados impartidos |
| ------------ | --- | --- |
| Tecamachalco | - Ingeniero Arquitecto                                                                                         | - Especialidad en Restauración Arquitectónica. - Especialidad en Valuación Inmobiliaria. - Maestría en Ciencias en Arquitectura y Urbanismo. - Doctorado en Ciencias en Arquitectura y Urbanismo. |
| Ticoman      | - Ingeniería Geológica - Ingeniería Geofísica - Ingeniería Petrolera - Ingeniería Topográfica y Fotogramétrica | - Maestría en Geociencias y Administración de los Recursos Naturales. |
| Zacatenco    | - Ingeniería Civil                                                                                             | - Maestría en Ingeniería Civil |

## Egresados distinguidos
- Florentino Medina de la Rosa
- Nabor Ojeda Delgado
- Reinaldo Pérez Rayón
- Guillermo Guerrero Villalobos
- Ascensión Medina Nieves
- Sergio Mejía Ontiveros
- Ruth Rivera Marín
- Victor Ortiz Ensástegui